# Глазунов, Александр Петрович

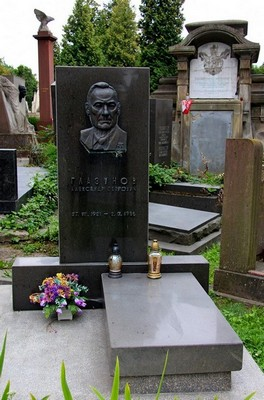
Могила на Лычаковском кладбище, Львов

Александр Петрович Глазунов (укр. Олександр Петрович Глазунов; 27 июля 1921 год, село Новоданиловка — 2 сентября 1986 года, Львов, Украинская ССР) — первый секретарь Бродовского районного комитета КПУ Львовской области, Украинская ССР. Герой Социалистического Труда (1977).

## Биография
Родился в 1921 году в крестьянской семье в селе Новоданиловка.
Трудовую деятельность начал зоотехником Ушкальского зооветеринарного участка Запорожской области.
С 1940 года служил в Красной Армии. Участвовал в Великой Отечественной войне с июля 1942 года помощником командира радиовзвода 291-й отдельной роты связи 5-го бомбардировочного авиационного корпуса на Закавказском, Степном, 1-м и 2-м Белорусских фронтах. Избирался комсоргом и парторгом роты, парторгом батальона связи. В 1943 году вступил в ВКП(б).
После демобилизации — на партийной работе. Был инструктором Никопольского районного комитета КП(б) Днепропетровской области, 1-м секретарём Никопольского районного комитета ЛКСМУ; заведующим отделом, 2-м секретарём Никопольского районного комитета КП(б) Днепропетровской области. Окончил Высшую партийную школу при ЦК КП Украины в Киеве. После окончания Высшей партийной школы — инструктор отдела партийных органов Львовского областного комитета КПУ.
С 1955 по 1962 год — 1-й секретарь Городокского районного комитета КПУ Львовской области. В 1962 году — заместитель парторга Львовского областного комитета КПУ по Львовскому территориальному колхозно-совхозному управлению. С декабря 1962 по январь 1965 года — секретарь партийного комитета Бродовского колхозно-совхозного производственного управления Львовской области. С января 1965 — по 1982 года — 1-й секретарь Бродовского районного комитета КПУ Львовской области.
Избирался депутатом Львовского областного Совета народных депутатов.
Занимался организацией сельскохозяйственного производства в Бродовском районе. Указом Президиума Верховного Совета СССР от 22 декабря 1977 года «за успехи, достигнутые во Всесоюзном социалистическом соревновании, проявленную трудовую доблесть в выполнении планов и социалистических обязательств по увеличению производства и продажи государству зерна и других продуктов земледелия в 1977 году» удостоен звания Героя Социалистического Труда с вручением ордена Ленина и золотой медали «Серп и Молот».
С 1982 года — персональный пенсионер союзного значения во Львове. Будучи пенсионером, работал во Львовском производственном объединении «Автопогрузчик».
Умер после тяжелой болезни. Похоронен 4 сентября 1986 года на участке № 1 Лычаковского кладбища.
Награды
- Герой Социалистического Труда
- Орден Ленина — дважды
- Орден Октябрьской Революции
- Орден Трудового Красного Знамени — дважды (28.02.1958)
- Орден Отечественной войны 2 степени (6.04.1985)
- Медаль «За боевые заслуги» (12.05.1945)